# 上羅計長官司
上罗计长官司，元朝时设置的长官司。属于四川行省。
管理蛮地罗计、罗星，古代夜郎国地，为西南种族，前代置于化外。宋朝设长宁军，十州族姓都效顺宋朝，各命其官。后来分姓他居，有上、下罗计的分别，还是像唐朝一样羁縻管理，作为西蜀后院的屏蔽。元世祖至元十三年（1276年），蛮夷部宣抚昝顺带领本部酋长得赖阿当归顺元朝。十五年（1278年），元朝授得赖阿当为千户。十八年（1281年），黎州同知李奇以武恩将军来担任罗星长官。二十二年（1285年），夷人叛乱，被行枢密院讨平。当地人散居在村箐，没有县邑乡镇。